# Balyana armata
Balyana armata es un coleóptero de la familia Chrysomelidae.
Fue descrita científicamente por primera vez en 1908 por Gestro.